# Moc czynna
Moc czynna (P) – w układach prądu przemiennego (również prądu zmiennego) część mocy, którą odbiornik pobiera ze źródła i zamienia na pracę lub ciepło. W układach prądu stałego cała moc jest mocą czynną. Jednostką mocy czynnej jest wat.
Moc czynna jest średnią mocą, co dla przebiegu okresowego prądu i napięcia wyraża całka Riemanna:
{\displaystyle P={\frac {1}{T}}\int _{0}^{T}u(t)i(t)dt,}
gdzie:
{\displaystyle P} – moc czynna,
{\displaystyle t} – czas,
{\displaystyle T} – okres,
{\displaystyle u} – napięcie chwilowe,
{\displaystyle i} – natężenie prądu chwilowe.

## Moc prądu sinusoidalnego
W urządzeniach zasilanych napięciem przemiennym sinusoidalnym, które są odbiornikami liniowymi, natężenie prądu ma przebieg sinusoidalny. Wzory na napięcie i natężenie chwilowe mają teraz postać
{\displaystyle u(t)=U_{max}\sin(\omega t),}
{\displaystyle i(t)=I_{max}\sin(\omega t+\varphi )=I_{max}\left(\sin(\omega t)\cos(\varphi )+\cos(\omega t)\sin(\varphi )\right).}
Moc chwilową prądu określa zależność:
{\displaystyle p(t)=u(t)i(t)=U_{max}I_{max}\sin(\omega t)\sin(\omega t+\varphi ),}
{\displaystyle p(t)=U_{max}I_{max}\sin ^{2}(\omega t)\cos(\varphi )+U_{max}I_{max}\sin(\omega t)\cos(\omega t)\sin(\varphi ),}
{\displaystyle p(t)=U_{max}I_{max}{\frac {1-\cos(2\omega t)}{2}}\cos(\varphi )+U_{max}I_{max}{\frac {\sin(2\omega t)}{2}}\sin(\varphi ).}

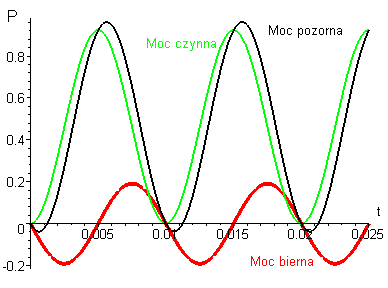
Moc chwilowa i jej składowe: moc czynna chwilowa i moc bierna chwilowa podczas cykli zmian napięcia

Pierwszy składnik ostatniego wzoru nigdy nie jest ujemny i wyraża moc czynną. Średnia pełnookresowa drugiego składnika jest równa zero i wyraża moc bierną.
Napięcie skuteczne i natężenie prądu skuteczne dla przebiegów sinusoidalnych określone są wzorami:
{\displaystyle U={\frac {U_{max}}{\sqrt {2}}},}
{\displaystyle I={\frac {I_{max}}{\sqrt {2}}}.}
Średnia moc czynna jest iloczynem wartości skutecznych napięcia U i natężenia prądu I oraz cosinusa przesunięcia fazowego φ pomiędzy napięciem i natężeniem prądu, co określa wzór:
{\displaystyle P={UI}\cos \left(\varphi \right).}
Gdy odbiornik jest rezystancją i nie zawiera reaktancji, to {\displaystyle \varphi \ =0} z czego wynika, że {\displaystyle \cos \left(\varphi \right)=1} wówczas:
{\displaystyle P={UI}=RI^{2}={\frac {U^{2}}{R}}.}
Gdy odbiornik nie zawiera rezystancji, czyli jest czystą reaktancją indukcyjną lub pojemnościową, to {\displaystyle \varphi =\pm \,{\frac {\pi }{2}}} z czego wynika, że {\displaystyle \cos \left(\varphi \right)=0} i wówczas moc czynna jest równa 0:
{\displaystyle P=0.}

## Moc w układach jednofazowych
Gdy odbiornik składa się z reaktancji i rezystancji połączonych równolegle i układ ten nie wykonuje pracy, to napięcie na rezystancji jest równe napięciu zasilającemu odbiornik, wówczas:
{\displaystyle P={\frac {U^{2}}{R}}.}
Gdy odbiornik składa się z reaktancji i rezystancji połączonych szeregowo i nie wykonuje pracy, to natężenie prądu płynące przez odbiornik jest równe natężeniu zasilającemu odbiornik, wówczas:
{\displaystyle P=RI^{2},}
gdzie:
{\displaystyle U} – napięcie skuteczne na odbiorniku,
{\displaystyle I} – natężenie prądu skuteczne płynącego przez odbiornik,
{\displaystyle U_{f}} – napięcie fazowe, napięcie skuteczne między przewodem fazy a przewodem neutralnym
{\displaystyle U_{m}} – napięcie międzyfazowe, napięcie między przewodami fazowymi,
{\displaystyle I_{p}} – natężenie prądu przewodowe, natężenie prądu skuteczne płynące w przewodzie zasilającym układ,
{\displaystyle I_{f}} – natężenie prądu fazowe, natężenie prądu skuteczne płynące przez odbiornik,
{\displaystyle \cos \left(\varphi \right)} – współczynnik mocy,
{\displaystyle R} – rezystancja odbiornika.

## Moc w układach trójfazowych
W układzie trójfazowym symetrycznym napięcie międzyfazowe jest pierwiastek z 3 razy większe niż napięcie między fazą a przewodem neutralnym:
{\displaystyle U_{m}={\sqrt {3}}{U_{f}}.}
- Jednofazowy odbiornik międzyfazowy układu trójfazowego:

{\displaystyle P=U_{m}I_{f}\cos \left(\varphi \right)={\sqrt {3}}U_{f}I_{f}\cos \left(\varphi \right).}
W odbiorniku międzyfazowym, którego rezystancja nie zależy od napięcia i ciepła wydzielającego się w odbiorniku, wydziela się moc trzykrotnie większa niż w podłączeniu fazowym tego odbiornika:
{\displaystyle P_{m}={\frac {U_{m}^{2}}{R}}=3{\frac {U_{f}^{2}}{R}}=3P_{f}}
- Odbiornik trójfazowy niesymetryczny (może być traktowany jako 3 odbiorniki jednofazowe o różnych napięciach i prądach fazowych):

{\displaystyle P={U_{1}I_{1}}\cos \left(\varphi _{1}\right)+{U_{2}I_{2}}\cos \left(\varphi _{2}\right)+{U_{3}I_{3}}\cos \left(\varphi _{3}\right)}
- Odbiornik trójfazowy symetryczny (napięcia, natężenie i kąty we wszystkich fazach są równe):

{\displaystyle P=3{UI}\cos \left(\varphi \right)=3{U_{f}I_{f}}\cos \left(\varphi \right)}
(oznaczenia analogiczne jak w układach jednofazowych)

## Moc w układach prądu stałego
- Odbiorniki prądu stałego

{\displaystyle P={UI}=RI^{2}={\frac {U^{2}}{R}},}
gdzie: {\displaystyle U,\ I} – wartości napięcia i natężenia prądu stałego.
Wzór powyższy jest prawdziwy także dla odbiornika prądu sinusoidalnie zmiennego, którego reaktancja {\displaystyle X=0} (zobacz: wstęp artykułu).

## Znaczenie mocy czynnej
Moc chwilowa pobierana przez odbiornik jest równa iloczynowi chwilowego napięcia na odbiorniku i płynącego w danej chwili przez odbiornik prądu. Jeżeli odbiornik ma charakter czysto rezystancyjny (oporowy – na przykład żarówka), wówczas w każdej chwili prąd płynący przez odbiornik ma kierunek zgodny z napięciem, odbiornik przez cały czas pobiera moc ze źródła energii elektrycznej. Średnia pobierana moc jest równą iloczynowi wartości skutecznych napięcia i natężenia prądu.

Przesunięcie fazowe między napięciem (czerwony) a prądem (niebieski)

Inaczej jest, jeżeli odbiornik ma częściowo charakter pojemnościowy lub indukcyjny, wówczas prąd płynący przez odbiornik jest przesunięty w fazie względem napięcia. Dla odbiorników o charakterze pojemnościowym prąd wyprzedza w fazie napięcie, zaś dla indukcyjnych jest opóźniony wobec napięcia. Oznacza to, jak widać z rysunku, że istnieją w trakcie całego cyklu zmian napięcia takie okresy, w których kierunek przepływu prądu jest odwrotny do kierunku przyłożonego napięcia. W tym czasie moc chwilowa, będąca iloczynem tych wielkości, jest ujemna. Oznacza to przepływ energii w przeciwnym kierunku, od odbiornika do źródła prądu (sieci energetycznej). Część mocy pobranej w jednej części cyklu jest zwracana do sieci w innej części cyklu. Tę moc, regularnie pobieraną z sieci i zwracaną do niej w każdym cyklu nazywamy mocą bierną: nie wykonuje ona w odbiorniku żadnej użytecznej pracy, zwiększa tylko straty przesyłowe, przez zwiększenie prądu płynącego przez sieć.
Mocą czynną nazywamy tę część pobieranej mocy, która zużywana jest w odbiorniku i zamieniana w nim np. na pracę mechaniczną lub ciepło. Im większe przesunięcie fazowe wprowadzane przez odbiornik, tym większy jest udział mocy biernej w całości energii płynącej pomiędzy źródłem a odbiornikiem. W szczególności, jeżeli odbiornik jest idealnym kondensatorem bądź idealną cewką, wówczas przesunięcie fazowe wynosi 90° i odbiornik taki nie pobiera mocy czynnej, całość mocy jest mocą bierną, pobieraną, a następnie zwracaną do źródła w innej części cyklu.
Jako że tylko moc czynna reprezentuje rzeczywiście wytworzoną przez elektrownię i zużytą przez odbiorcę energię, jest ona podstawą rozliczenia odbiorców z elektrownią (zakładem energetycznym). Standardowe liczniki energii elektrycznej instalowane w mieszkaniach są układami mierzącymi moc czynną (a ściślej całkę mocy czynnej po czasie, czyli zużytą energię).
Moc bierna krążąca w systemie elektroenergetycznym jest niezbędna do prawidłowego funkcjonowania wszystkich urządzeń indukcyjnych przyłączonych do sieci (transformatory, silniki indukcyjne), gdyż związana jest ona z wytwarzaniem pola magnetycznego w tych odbiornikach. Gwarantuje ona stabilność napięcia sieciowego. Z drugiej jednak strony, jej nadmiar jest szkodliwy, gdyż prąd płynący przez sieć do odbiornika jest proporcjonalny do mocy pozornej. Większe natężenie prądu oznacza większe straty mocy czynnej na rezystancjach urządzeń zasilających i przewodach, a tym samym konieczność użycia odpowiednio większych transformatorów. Dlatego duzi odbiorcy energii są rozliczani również z mocy biernej, ponadto mają zazwyczaj określony umownie minimalny dopuszczalny współczynnik mocy. Do zredukowania pobieranej mocy biernej stosuje się lokalne jej kompensowanie przez zastosowanie odpowiednio elementów indukcyjnych bądź pojemnościowych. W praktyce odbiorniki mają częściej charakter indukcyjny, niż pojemnościowy (np. silniki elektryczne), dlatego najczęściej elementami kompensującymi są kondensatory. W uproszczeniu można powiedzieć, że w skompensowanym odbiorniku moc bierna krąży pomiędzy jego elementami pojemnościowymi a indukcyjnymi, nie „wydostając się” do sieci energetycznej.